# 1523 Пієксамакі
1523 Пієксамакі (1523 Pieksämäki) — астероїд головного поясу, відкритий 18 січня 1939 року.
Тіссеранів параметр щодо Юпітера — 3,622.